# 知床摩周號列車
知床摩周號（日语：／ Shiretoko Mashū-gō */?）是由北海道旅客鐵道（JR北海道）運行於網走站至釧路站之間的快速列車。曾經該列車由日本國有鐵道（國鐵）營運。列車途經釧網本線和根室本線（花咲線）。在2018年（平成30年）3月16日前，此列車的愛稱為知床。
此條目同時記載於釧網本線內行走的快捷列車。在此條目中，包括「知床摩周號」在內，網走前往釧路方向的列車為「下行」班次。

## 運行概況
「知床摩周號」行走於網走站至釧路站之間，每日設有1個往返班次。下行行車時間為3小時12分鐘，上行行車時間為2小時56分鐘。

### 停車站
上下行列車都是相同，除了以下3個車站外，網走站至釧路站之間各站停車（詳情參見釧網本線#車站列表）。
- 原生花園站：5月1日 - 10月31日停靠。
- 細岡站：整年列車通過。
- 釧路濕原站：下行整年列車停靠。上行只於原生花園站停站日而停靠。

### 使用車輛
使用釧路運輸車輛所所屬的KiHa54型柴油列車。通常以1卡編成行走（一人控制）。增加車廂會時連結KiHa40系柴油列車。
在車身中央部分設有方向牌，於上下車門口附近設有列車名牌。在2018年（平成30年）9月至10月之間曾經試驗部分座位為指定席，因此於列車名牌上加上「部分指定席」。

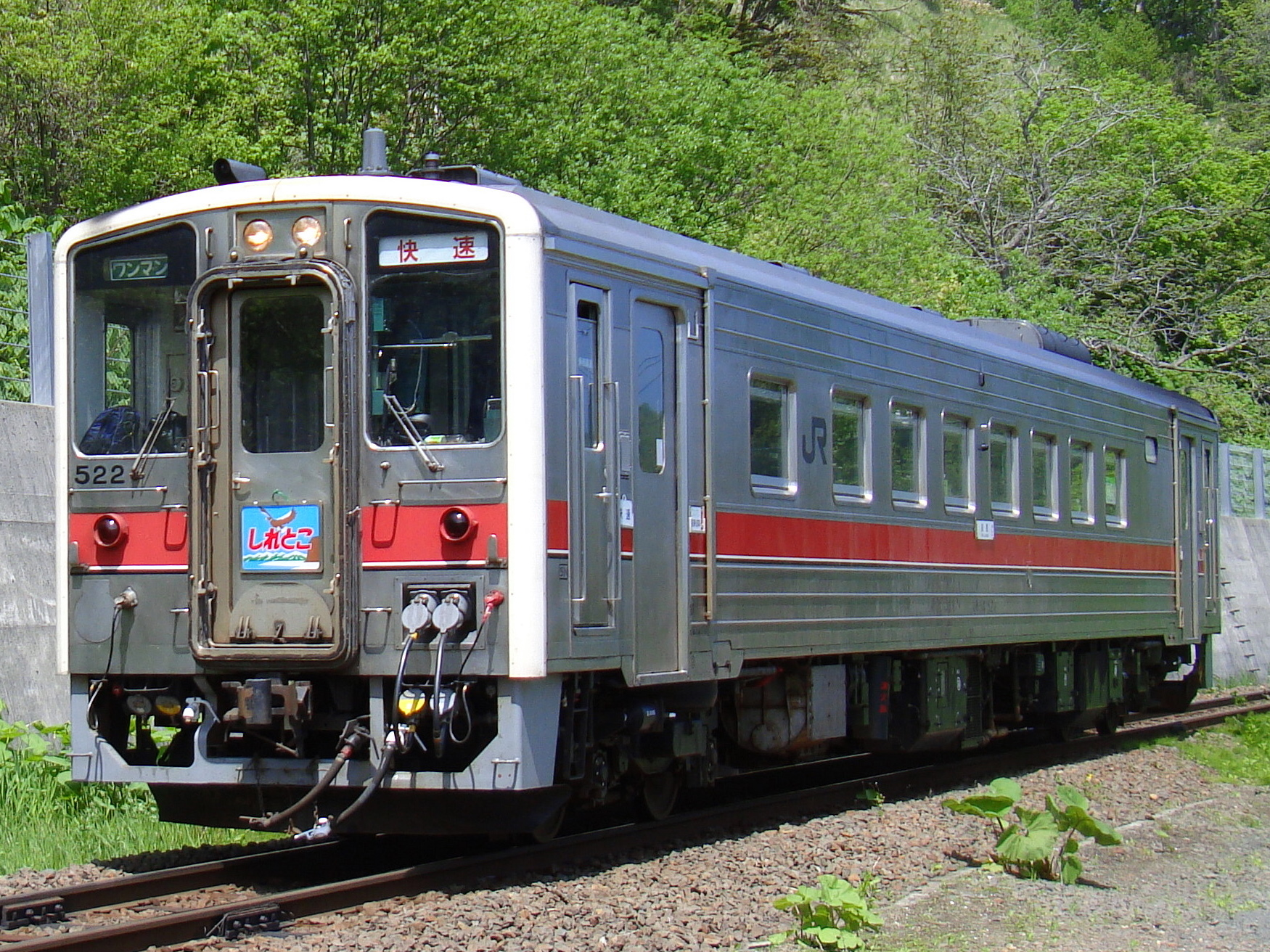
KiHa54 522　快速「知床」（知床摩周號的前身） （2010年6月）
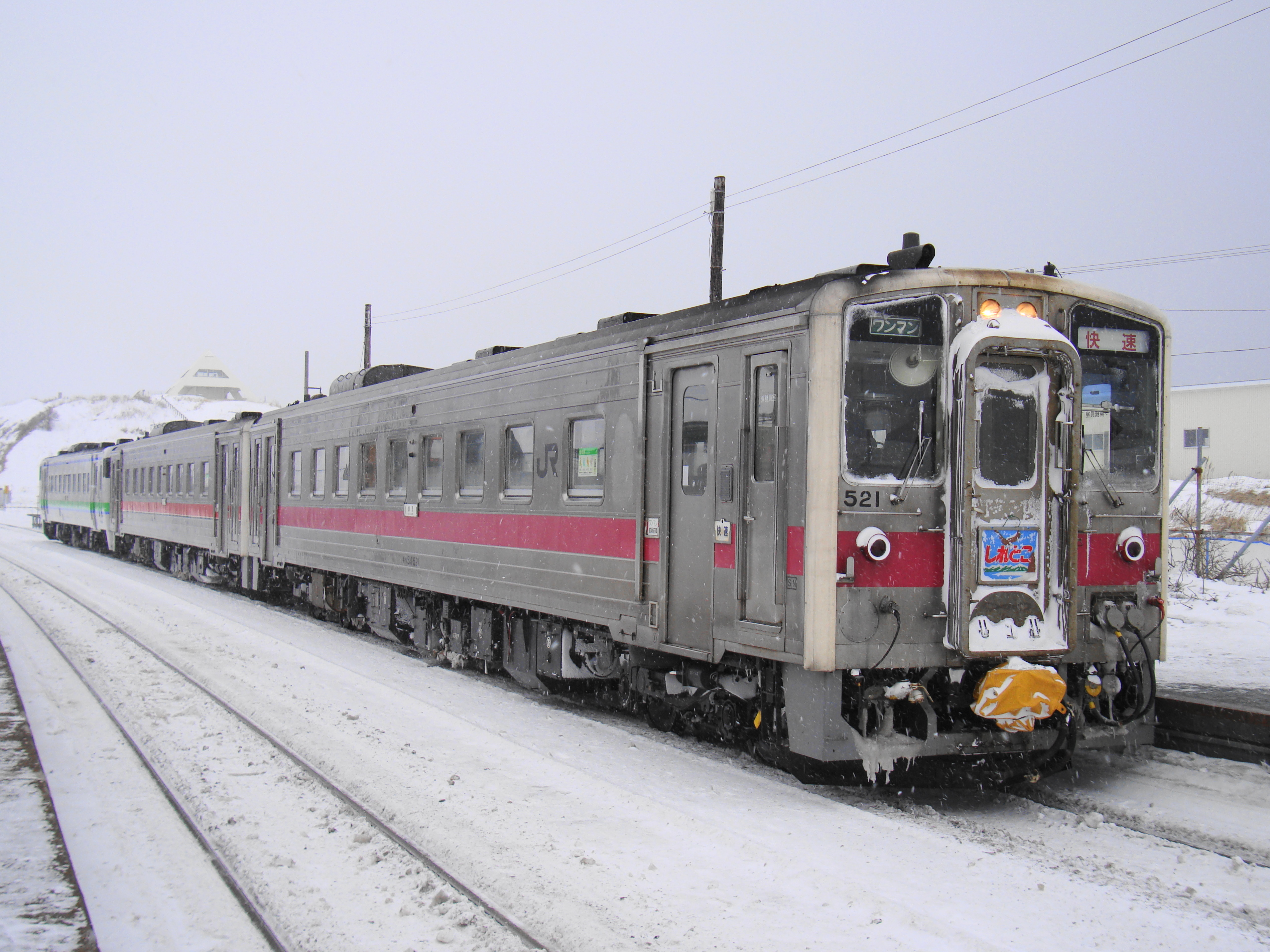
「知床」增加車廂以用作回廠之用 （2010年2月）

## 釧網本線快捷列車演變
- 1957年（昭和32年）6月：開設臨時準急列車「摩周」（日语：／），使用柴油列車行走於川湯站（現時：川湯溫泉站）至釧路站之間。另外，當時只有2個往返班次，以及只於夏季行走。
- 1959年（昭和34年）5月1日：「摩周」1個往返班次升級為定期列車。同年7月1日，2個往返班次均變為定期列車。
- 1960年（昭和35年）4月1日：「摩周」的行走區間改為網走站至釧路站之間。列車以2卡編成。
- 1961年（昭和36年）10月1日：實施「3・6・10（日语：サンロクトオ）」時間表修正，設有以下改動。
  1. 「摩周」這個列車名稱變成急行列車，行走於函館站至釧路站之間。詳情參見「狩勝」。
  2. 1個往返班次延長至北見站，行走於北見站至釧路站之間，並且改名為「知床」。
  3. 於釧網本線內行走的1個往返班次改名為準急「和琴」。
- 1962年（昭和37年）5月1日：開設行走於標津線根室標津站至釧路站之間的準急列車「羅臼」，共有2個往返班次。另外，「和琴」增加1個往返班次。使「和琴」設有2個往返班次，當中1個往返班次連結「1等車廂」。另外，「和琴」和「羅臼」的1個往返班次於釧網本線內結併運輸。
- 準急「羅臼」的2個往返班次均以2卡編成。
- 1966年（昭和41年）
  - 3月5日：隨著準急制度變更，「知床」和「和琴」升級至急行列車。另外，與「羅臼」於釧網本線內結併列車升級為急行列車。該急行列車改名為「國後」。
  - 3月25日，實施時間表修正（日语：1961年-1975年の国鉄ダイヤ改正#1966年（昭和41年）），設有以下改動。

  1. 「和琴」、「知床」被整合。「知床」設有於北見站到發的1個往返班次和於網走站到發的2個往返班次（當中1個往返班次與「國後」連結），共有3個往返班次。
  2. 「國後」、「羅臼」在根室標津站至中標津站之間變成普通列車。
- 1968年（昭和43年）10月1日：實施「4・3・10（日语：ヨンサントオ）」時間表修正，設有以下改動。
  1. 於釧網本線內行走及直通至標津線的急行列車均統一名為「知床」。運輸區間為北見站、網走站、川湯站、根室標津站－釧路站之間，標津線標茶站至中標津站之間設有2個往返班次。
  2. 「大雪」1.5個往返班次直通至釧網本線，包括1班從旭川站前往釧路站（2卡編成），1個往返班次行走於小樽站至釧路站之間（6卡編成，連結1等車廂），該班次在釧路站至標茶站之間與行走於根室標津站至釧路站之間的「知床」結併。
- 1970年（昭和45年）10月：標津線行走於標茶站至中標津站之間的1個往返班次急行變成普通列車化，急行只剩下1個往返班次。從根室標津站出發（標茶站前為普通）的KiHa22 168 急行「知床1號」
（在1986年8月 釧網本線 標茶站）
後方為從網走出發的「知床1號」

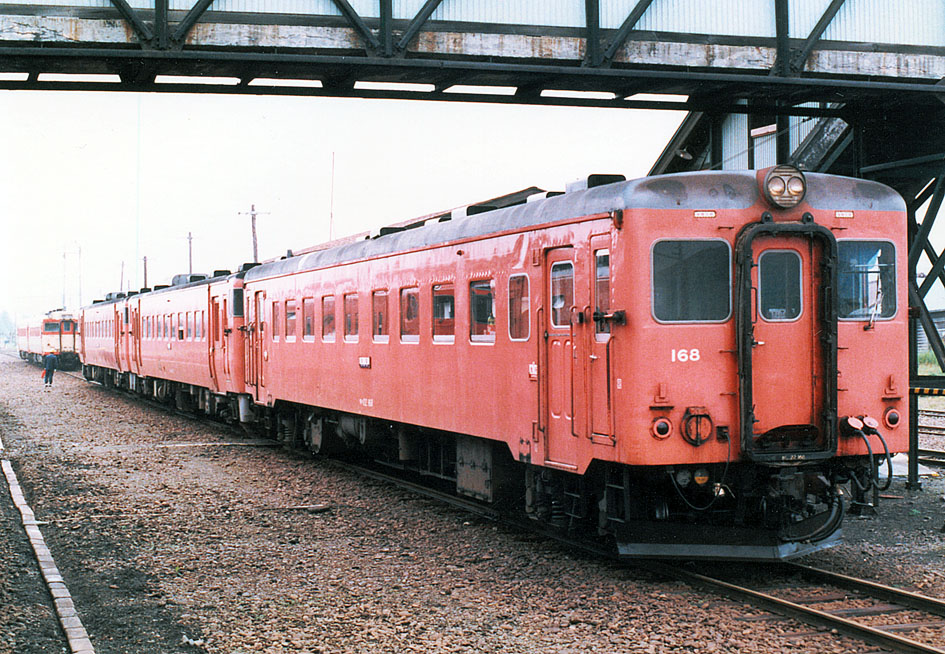
從根室標津站出發（標茶站前為普通）的KiHa22 168 急行「知床1號」
（在1986年8月 釧網本線 標茶站）
後方為從網走出發的「知床1號」

- 1972年（昭和47年）10月2月：「大雪」行走於小樽站至釧路站之間的班次縮短至行走於札幌站至釧路站之間。
- 1980年（昭和55年）10月1日：1個往返班次的「知床」在標津線標茶站至中標津站之間由急行變成普通列車。
  - 標津線急行廢除時，於線內的停車站
    - 標茶站 - 西春別站 - 計根別站 - 中標津站
- 1981年（昭和56年）10月1日：「大雪」直通至釧路站的班次在網走站與釧網本線分離。使「知床」增至3個往返班次。
- 1984年（昭和59年）2月1日：「知床」從釧路站前往留邊蘂站之間，以及從北見站前往釧路據石間各1班列車廢除。「知床」只剩下2個往返班次。
- 1986年（昭和61年）11月1日：「知床」廢除[4]。
  - 廢除時的停車站
    - 釧路站 - 塘路站 - 標茶站 - 磯分內站（只有1、4號停靠） - 弟子屈站（現時：摩周站） - 川湯站（現時：川湯溫泉站） - 清里町站 - 斜里站（現時：知床斜里站） - 濱小清水站 - 網走站
- 1989年（平成元年）5月1日：開設行走於網走站至釧路站之間的快速列車「知床」，共有1個往返班次。
- 2016年（平成28年）3月26日：在同日時間表修正中，上下行「知床」開始停靠美留和站，上行列車另外停靠鱒浦站和桂台站[5]，在同一修正中，整個北海道削減普通列車班次。
- 2017年（平成29年）
  - 3月4日：在同日時間表修正中，下行「知床」原本通過鱒浦站和桂台站，當日起開始停靠。另外，被通過的五十石站廢除[6]。
  - 10月3日：阿寒國立公園被改名為阿寒摩周國立公園。於釧網本線沿線8個自治體希望JR北海道能夠把快速「知床」改名為「知床摩周號」。JR一方面表示將會檢討有關事情[7]。
- 2018年（平成30年）
  - 3月17日：同日時間表修正起，列車名稱改為「知床摩周號」[1][8]。
  - 9月1日：同日至同年10月31日之間，下行列車增加至2卡編成，同時試驗2號車廂部分座位為指定席[9]。
    - 旅行社WILLER（日语：WILLER）於同一期間販賣通票，名為「Eastern Hokkaido Nature Pass～北海道縱斷絶景路軌&巴士～」（通票當中包括釧路至網走之間2日任乘車票、「遊走摩周湖、硫黃山的餐廳巴士」、「知床探險巴士（巴士路線1日任乘券＆乘坐1次定期觀光巴士之車票）。當中，「摩周餐廳巴士」會配合「知床摩周號」的時間行走。

## 注腳
1. 1 2   (PDF). 北海道旅客鐵道. 2017-12-15  [2017-12-15]. （原始内容 (PDF)存档于2017-12-15） （日语）.
2. 1 2  “快速「しれとこ摩周」のプレート盗難で捜査”. NHK 北海道新聞  (日本放送協會)(2018年10月25日)
3. ↑  “「快速しれとこ摩周号」の鉄製プレートなくなる　何者かが盗んだとみて捜査　北海道のＪＲ釧網線”. HBC NEWS (北海道放送) (2018年10月26日). 截至2018年11月7日的存檔。2019年10月13日參閲。
4. ↑   21 (1). 鐵道雜誌社: 49. 1987-01 （日语）.
5. ↑   (2016年4月号). 交通新聞社: pp.716–719. 2016-03-19 （日语）.
6. ↑   (2017年3月号). 交通新聞社: pp.716–719. 2017-02-20 （日语）.
7. ↑  . 日本經濟新聞電子版. 日本經濟新聞社.   [2017-11-11]. （原始内容存档于2022-02-06） （日语）.
8. ↑   (2018年3月號). 交通新聞社: pp.716–719. 2018-02-24.
9. ↑   (PDF). 北海道旅客鐵道. 2018-08-17  [2018-08-19]. （原始内容 (PDF)存档于2018-08-19） （日语）.